# Vítkovice (Lubenec)
Vítkovice jsou malá vesnice a část obce Lubenec v okrese Louny v Ústeckém kraji. Nachází se asi 2,5 kilometru jižně od Lubence. Vítkovice leží v katastrálním území Vítkovice u Lubence o rozloze 4,37 km².

## Název
Název vesnice je odvozen ze jména Vítek ve významu ves lidí Vítkových. V historických pramenech se objevuje ve tvarech: in villa Witouicz (1402), Wjczkowjcze (1576), Wickowicze (1579), WIkowitz a Wikowicze (1785) a Witkowitz (1847).

## Historie
První písemná zmínka o vesnici pochází z roku 1402.

## Obyvatelstvo
Při sčítání lidu v roce 1921 zde žilo 109 obyvatel (z toho padesát mužů), z nichž bylo deset Čechoslováků, 96 Němců a tři Židé. Až na tři členy izraelské církve byli ostatní římskými katolíky. Podle sčítání lidu z roku 1930 měla vesnice 127 obyvatel: 24 Čechoslováků, 97 Němců a šest cizinců. Kromě šesti evangelíků, čtyř židů a jedenácti lidí bez vyznání se hlásili k římskokatolické církvi.
| | 1869 | 1880 | 1890 | 1900 | 1910 | 1921 | 1930 | 1950 | 1961 | 1970 | 1980 | 1991 | 2001 | 2011 |
| --- | ---- | ---- | ---- | ---- | ---- | ---- | ---- | ---- | ---- | ---- | ---- | ---- | ---- | ---- |
| Obyvatelé | 117  | 141  | 98   | 98   | 111  | 109  | 127  | 51   | 41   | 36   | 10   | 11   | 12   | 17   |
| Domy | 19   | 18   | 19   | 16   | 14   | 17   | 17   | 13   | .    | 6    | 3    | 7    | 8    | 8    |
| Tabulka zahrnuje údaje samoty Struhaře. Počet domů z roku 1961 je zahrnut v celkovém počtu domů části Lubenec. |      |      |      |      |      |      |      |      |      |      |      |      |      |      |

## Pamětihodnosti
Severně od vesnice stojí u silnice do Lubence hospodářský dvůr a zámek Struhaře ze druhé poloviny sedmnáctého století.